# 昂蒂尼亚克 (奥德省)
昂蒂尼亚克（法語：Antugnac，法語發音：[ɑ̃tyɲak] ⓘ）是法国奥德省的一个市镇，属于利穆区。

## 地理
昂蒂尼亚克（42°57'18"N, 2°13'29"E）面积9.49 平方千米，位于法国奧克西塔尼大區奥德省，该省份为法国南部沿海省份，北起塔恩省，西北接上加龙省，西接阿列日省，南至东比利牛斯省，东临地中海，东北与埃罗省接壤。
与昂蒂尼亚克接壤的市镇（或旧市镇、城区）包括：阿莱特莱班、埃斯佩拉扎、蒙塔泽勒、拉塞尔庞、瓦勒迪法比、罗克塔亚德和科尼亚克。

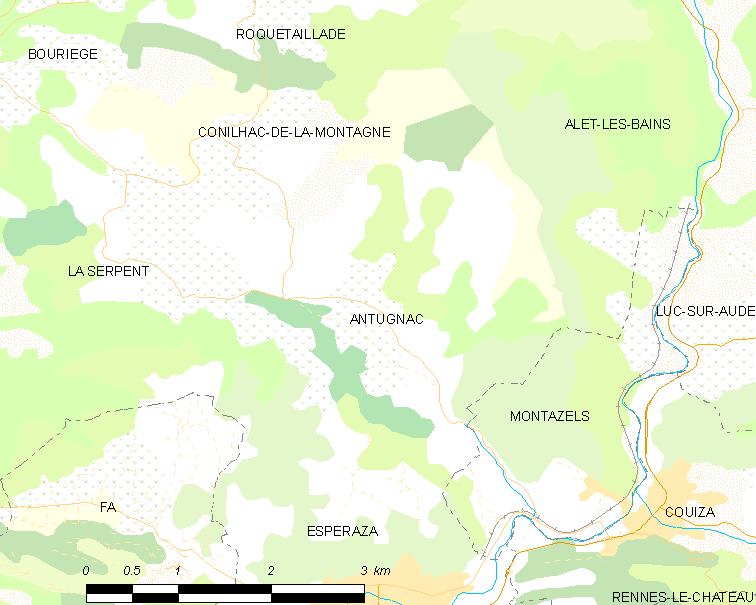
的OSM定位图

昂蒂尼亚克的时区为UTC+01:00、UTC+02:00（夏令时）。

## 行政
昂蒂尼亚克的邮政编码为11190，INSEE市镇编码为11010。

## 政治
昂蒂尼亚克所属的省级选区为上奥德河谷县。

## 人口

1962-2008年间人口变化图示

昂蒂尼亚克于2022年1月1日时的人口数量为292人。